# Pobrežje (Črnomelj, Slovenija)
Pobrežje je naselje u slovenskoj Općini Črnomelju. Pobrežje se nalazi u pokrajini Dolenjskoj i statističkoj regiji Jugoistočnoj Sloveniji. 

## Stanovništvo
Prema popisu stanovništva iz 2002. godine naselje je imalo 8 stanovnika.